# Prieur provincial
Pour les articles homonymes, voir Prieur (homonymie).
Un prieur provincial était un dignitaire de l'ordre de Saint-Jean de Jérusalem responsable d'un prieuré.

## Historique
La fonction de prieur est attestée dès 1120 avec l'émergence du premier prieuré de l'Ordre, le grand prieuré de Saint-Gilles. Les domaines terriens de l'ordre étaient administrés sur le modèle de la commanderie, elles-mêmes regroupées par proximité territoriale en prieuré ayant à leur tête un prieur. Une seule exception la châtellenie d'Amposta. La tâche prioritaire du prieur était de fournir à l'Ordre les moyens financiers et matériels de remplir sa mission sous la forme des responsions, sorte d'impôts annuels que chaque commandeurs devait à son Ordre.
Le prieur était nommé par le grand maître lors de la réunion du chapitre général de qui il relevait. Il était le représentant du grand maître et agissait en son nom. Il nommait les commandeurs et avait la responsabilité de tous les frères hospitaliers de son ressort territorial. Il avait droit de visite de tous leurs établissements, commanderies et membres.
Il convoquait, une fois l'an, les commandeurs et les frères conventuels du prieuré  au chapitre provincial qu'il présidait. C'était le lieu et le moment de la remise des responsions. Le prieuré était le lieu de détention des archives, des comptes et du trésor provincial.